# Небесная механика
Небе́сная меха́ника — раздел астрономии, применяющий законы механики для изучения и вычисления движения небесных тел, в первую очередь Солнечной системы (Луны, планет и их спутников, комет, малых тел), и вызванных этим явлений (затмений и проч.).

## История
Иоганн Кеплер (1571—1630) впервые установил три закона планетного движения, обобщённые Исааком Ньютоном (1643—1727) в законе всемирного тяготения.
Небесная механика в XVII-начале XX веков развивалась на основе ньютоновской классической механики: законов механического движения и всемирного тяготения путём развития математической техники для решения уравнений, выражающих законы Ньютона.
Применение небесной механики к движению искусственных спутников и космических кораблей составляет астродинамику.

## Законы движения Ньютона
Закон инерции. Согласно этому закону, в системе отсчёта, движущейся без ускорения (инерциальной системе отчёта), каждое тело сохраняет состояние покоя или прямолинейного и равномерного движения, если на него не действует внешняя сила. Это противоречит положению аристотелевой физики, утверждающему, что для поддержания движения тела требуется постоянное воздействие силы. Закон Ньютона говорит, что внешняя сила необходима только для изменения скорости тела (величины и/или направления), включая приведение тела в движение и остановку. Темп изменения скорости тела по величине или направлению называется ускорением и свидетельствует о том, что на тело действует сила. Для небесных тел обнаруженное из наблюдений ускорение служит единственным указателем действующей на них внешней силы. Понятие о силе и ускорении позволяет с единой позиции объяснить движение всех тел в природе: от теннисного мяча до планет и галактик.
Поскольку объект, движущийся по искривлённой траектории, испытывает ускорение, было заключено, что Земля на её орбите вокруг Солнца постоянно подвергается влиянию силы, которую назвали гравитацией. Задача небесной механики состоит в том, чтобы определить действующую на небесное тело силу гравитации и выяснить, как она влияет на его движение.
Закон силы. Если к телу приложена сила, то оно движется ускоренно, причём чем больше сила, тем больше ускорение. Однако, одна и та же сила вызывает различное ускорение у разных тел. Характеристикой инертности тела (то есть сопротивления ускорению) служит его инертная масса, которую в первом приближении можно определить как «количество вещества»: чем больше масса тела, тем меньше его ускорение под действием заданной силы. Таким образом, второй закон Ньютона утверждает, что ускорение тела пропорционально приложенной к нему силе и обратно пропорционально его массе. Если из наблюдений известны ускорение тела и его масса, то, используя этот закон, можно вычислить действующую на тело силу (на самом деле Ньютону принадлежит другая более сложная формулировка этого закона: он утверждал, что сила, действующая на тело, есть скорость изменения импульса этого тела).
Закон противодействия. Этот закон утверждает, что взаимодействующие тела прилагают друг к другу равные по величине, но противоположно направленные силы. Поэтому в системе из двух тел, влияющих друг на друга одинаковой по величине силой, каждое испытывает ускорение, обратно пропорциональное его массе. Значит, лежащая на прямой между ними точка, удалённая от каждого обратно пропорционально его массе, будет двигаться без ускорения, несмотря на то, что каждое из тел движется ускоренно. Эту точку называют центром масс, вокруг неё обращаются звёзды в двойной системе. Если одна из звёзд вдвое массивнее другой, то она движется вдвое ближе к центру масс, чем её соседка.

## Законы Кеплера
Чтобы изучать движение небесных тел, познакомимся с силой гравитации. Лучше всего это сделать на примере взаимного движения двух тел: компонентов двойной звезды или Земли вокруг Солнца (для простоты предполагая, что другие планеты отсутствуют). К таким системам применимы законы Кеплера. В основе их лежит тот факт, что оба взаимодействующих тела движутся в одной плоскости. Это означает, что и сила гравитации всегда лежит в той же плоскости.
Закон эллипсов. Первый закон Кеплера утверждает, что планеты Солнечной системы движутся по эллипсам, в одном из фокусов которого находится Солнце. Фактически этот закон справедлив только для системы из двух тел, например для двойной звезды или для одной звезды с единственной планетой. Но и в Солнечной системе он выполняется довольно точно, поскольку на движение каждой планеты в основном влияет массивное Солнце, а все остальные тела влияют несравненно слабее.
Закон площадей. Если отмечать не только положение планеты, но и время, то можно узнать не только форму орбиты, но и характер движения планеты по ней. Движение планеты подчиняется второму закону Кеплера, утверждающему, что линия, соединяющая Солнце и планету (или компоненты двойной звезды), за равные интервалы времени «заметает» равные площади. Например, эта линия между Солнцем и Землёй каждые сутки заметает 2⋅1014 квадратных километров. Из закона площадей следует, что Солнце притягивает планету строго по прямой, соединяющей их центры. Верно и обратное: для любой центральной силы справедлив второй закон Кеплера.